# 141-ша стрілецька дивізія (1-ше формування)
141-ша стрілецька дивізія (141-ша сд) — військове з'єднання Збройних сил СРСР, що брало участь у Другій світовій війні.

## Історія
У складі Діючої армії: 17 — 29 вересня 1939 року, 22 червня — 19 вересня 1941 року.141-ша стрілецька дивізія була сформована в 1939 році в Харківському військовому окрузі (ХВО) на базі 239-го стрілецького полку 80-ї стрілецької дивізії.
З 17 по 29 вересня 1939 року брала участь у Вторгненні СРСР до Польщі в складі Українського фронту, після чого була передислокована в Київський Особливий військовий округ (КОВО).
28 червня 1940 року радянські війська почали операцію по захопленню Північної Буковини і Бессарабії. 141-ша стрілецька дивізія, яка перебувала в складі 15-го стрілецького корпусу 12-ї армії, переміщувалася в район Заліщиків, де, зайнявши міст, просунулася на південний схід до Кадобесте.
Початок Німецько-радянської війни застав дивізію в районі Щаснівки. У ніч на 23 червня 1941 року вона нічним маршем вийшла в район Збаража
26 червня 141-ша стрілецька дивізія спільно зі 139-ю стрілецькою дивізією обороняла кордон Новий Почаїв — Гологури і в другій половині дня успішно відбила танкову атаку на Новий Почаїв. Вранці 28 червня 37-му стрілецькому корпусу, в який входила дивізія, в цілях забезпечення дій 8-го механізованого корпусу в районі Дубно і полегшення становища правого флангу 6-ї армії, був даний наказ в 8 годин почати наступ і до кінця дня вийти на рубіж Бовдури — Станіславчик — Полонична, однак він розвивався вкрай повільно та істотних результатів не дав. 29 червня корпусу було наказано відійти і закріпитися на рубежі Новий Почаїв — Ясенів.
На 3 липня дивізія, яка не мала до цього моменту зв'язку зі штабом корпусу, знаходилася в районі Кузьміна. 9 липня 37-й стрілецький корпус продовжував рух в район Панасівки і Филинців, де 141-ша стрілецька дивізія повинна була прикрити кордон Семенов — Вишнопіль. В 16:00 на рубежі Любар — Авратин він був атакований противником силою до 50 танків, за підтримки мотопіхоти, проте зумів відбити атаку. Протягом 10 липня 141-ша стрілецька дивізія вела бій східніше Авратина і Малого Браталова
11 липня 37-й стрілецький корпус, виконуючи наказ, вів наступ в напрямку Молочок і Браталова. 141-ша стрілецька дивізія оволоділа Малим Браталовим і Вигнанкою. Вранці наступного дня корпус був атакований німцями з району Татариновки. 13 липня частини корпусу під натиском противника відійшли. 141-ша стрілецька дивізія була виведена у другий ешелон в район хуторів Мілецький і Семки.
18 липня дивізія, відбивши атаку німців з Хомутинців, утримувала кордон Писарівка — Янів. В ніч на 20 липня вона перебувала на рубежі Прилука — Турбів, а вранці разом з доданими їй загонами 211-ї повітряно-десантної бригади і 551-го стрілецького полку відходила до Довжок, Очеретні і Ганнівки.
Перебуваючи в складі частин, що прикривали вихід 6-ї армії на східний берег річки Роська, 141-ша стрілецька дивізія 22 липня оборонялася на рубежі ст. Андросовка — Очеретня — Зозів. Ввечері німці атакували її позиції і відкинули частини дивізії до Малинців і Нападівки.
Частини 6-ї армії, ведучи оборонні бої на рубежі Розкопане — Васильківці — Боржок — Зозів, до ранку 24 липня відійшли на рубіж Старо-Животів — Скала — Богданівка — Росоші. Одночасно у взаємодії з 12-ю армією 37-й і 49-й стрілецькі корпуси з другої половини попереднього дня вели бої з метою прориву оточення в напрямку Ситківців і Тетієва. До 6 години ранку 141-ша стрілецька дивізія відійшла до Кожанки.
Вранці 25 липня дивізія зробила відхід на рубіж Скала — Медівка — Чагів. 26 липня командувач 6-ю армією наказав своїм частинам виходити з оточення, 141-ша стрілецька дивізія разом з 16-м механізованим корпусом лишалася в якості прикриття.
2 серпня 141-ша стрілецька дивізія разом з іншими частинами групи Понєдєліна (6-та і 12-та армії) в ході битви під Уманню потрапили в оточення. На цей момент 16-й механізований корпус, в який була включена дивізія, перебував на рубежі Свинарка — Коржовий Кут — Дубово. В результаті важких боїв дивізія була розгромлена, а її командир генерал-майор Я. І. Тонконогов потрапив до німецького полону.
Офіційно розформована 19 вересня 1941 року.

## Склад
- 687-й стрілецький полк
- 745-й стрілецький полк
- 796-й стрілецький полк
- 348-й артилерійський полк
- 253-й гаубичний артилерійський полк
- 210-й окремий винищувально-протитанковий дивізіон
- 332-й окремий зенітний артилерійський дивізіон
- 138-й розвідувальний батальйон
- 207-й саперний батальйон
- 201-й окремий батальйон зв'язку
- 146-й медико-санітарний батальйон
- 141-й взвод дегазації
- 153-й автотранспортний батальйон
- 153-й польовий хлібозавод
- 174-та польова поштова станція
- 347-ма польова каса Держбанку

## Підпорядкування
| Дата       | Фронт                   | Армія             | Корпус                  |
| ---------- | ----------------------- | ----------------- | ----------------------- |
| 22.06.1941 | Південно-Західний фронт | 6-та армія (СРСР) | 37-й стрілецький корпус |
| 01.07.1941 | Південно-Західний фронт | 6-та армія (СРСР) | 37-й стрілецький корпус |
| 10.07.1941 | Південно-Західний фронт | 6-та армія (СРСР) | 37-й стрілецький корпус |
| 01.08.1941 | Південний фронт         | 6-та армія (СРСР) | 37-й стрілецький корпус |

## Командири
- Тонконогов Яків Іванович (16.08.1939 — 09.08.1941), генерал-майор